# Sandro Luís Zamboni Britzke
Sandro Luís Zamboni Britzke (* 20. Februar 1978) ist ein ehemaliger brasilianischer Fußballspieler.

## Karriere
Zamboni begann seine Karriere 1997 bei Santa Helena EC und spielte unter anderem auch bei Camboriú FC. 2000 wechselte er zum japanischen Zweitligisten Ventforet Kofu. Von 2002 bis 2003 war er beim deutschen TSV Schwieberdingen unter Vertrag. 2003 wechselte er zum katarischen al-Ahli SC (Katar). 2004 wechselte er nach Guatemala. Hier unterschrieb er einen Vertrag bei Deportivo Marquense. 2006 wurde er mit dem Verein Vizemeister der Liga Nacional (Clausura). 2006 wechselte er zu CD Suchitepéquez. 2007 wurde er mit dem Verein Vizemeister der Liga Nacional (Apertura). Von 2008 bis 2009 war er beim salvadorianischen Alianza FC unter Vertrag. 2009 kehrte er nach Guatemala zurück. Danach spielte er bei Deportivo Mictlán, Deportivo Petapa, Aurora FC und Cobán Imperial. 2016 beendete er seine Karriere als Fußballspieler.